# 赤の流星
赤の流星（あかのりゅうせい）は、日本のガールズグループ、女性アイドルグループ。

## 概要
東京パフォーマンスドールの上西星来と脇あかりの二人組ユニット。担当プロデューサは、『先代TPDの派生ユニット原宿ジェンヌ（篠原涼子と川村知砂）の楽曲を引き継ぎ、時空や国境、性別を超えた「愛と友情と葛藤」を表現するユニットです』とコメントしている。

## 略歴

### 2013年
- 2013年8月22日〜25日の「PLAY×LIVE 『1×0』 エピソード 2」（CBGKシブゲキ!!）で、二人で主役を務める。劇中歌「In The Wonderland」を初披露[3]。

### 2014年
- 2014年4月3日〜8日の「PLAY×LIVE「1×0」EPISODE-3 New Version公演」（CBGKシブゲキ!!）にて、「千夜一夜 -Rearranged ver.-」を初披露。

### 2015年
- 2015年2月11日の「東京パフォーマンスドール ～ちょっと隣でバレンタイン2015～」（Mt.RAINIER HALL SHIBUYA PLEASURE PLEASURE）にて、「純愛90's -Rearranged ver.- 」を初披露[4]。
- 2015年12月24日〜27日の「ダンスサミット ネイキッド2015冬-2016新春 第4クール」（CBGKシブゲキ!!）にて、「黄・昏・蝶・々 -Rearranged ver.-」を初披露[5]。

### 2016年
- 2016年9月16日の「ダンスサミット“DREAM CRUSADERS”」（TSUTAYA O-EAST）にて、「果実」を初披露[6]。

### 2017年
- 2017年3月26日の「ダンスサミット“DREAM CRUSADERS”」（中野サンプラザ）にて、上西星来と脇あかりのユニット「赤の流星」が始動することが発表[7]。
- 2017年5月6日の「ダンスサミットネイキッド2017GW」（CBGKシブゲキ!!）にて、ユニット名「赤の流星」で活動開始[8] 。「紅 〜beni〜」と「夜の旅人 -Rearranged ver.-」を初披露。
- 2017年9月18日の「ダンスサミット 2017 〜Summer Glitter!〜」（恵比寿ガーデンホール）にて、「これが愛?!」を初披露[9]。
- 2017年12月13日に、1stデジタルシングル「これが愛?!」を配信発売。

### 2018年
- 2018年3月15日の「ダンスサミット2018 ～One Day One Life～」（Shibuya WWW X）にて、「あなたに逢いましょう」を初披露[10]。
- 2018年4月1日に、「ファーストワンマンライブ 〜あなたに逢いましょう〜」（AKIBAカルチャーズ劇場）を開催[11] 。イラストレエーターのフライ氏のイラストと、お互いへのインタビューが掲載されたコラボフォトブック「double room」が発売された[12]。「Perfect Doll」、「cocolo」、「Move on !!」、「to you」、「流星の彼方」の5曲が初披露された。
- 2018年6月29日のワンマンライブ「金曜日の流星」（恵比寿CreAto）にて、「エデンの雨」を初披露。
- 2018年7月27日のワンマンライブ「金曜日の流星 vol.02」（恵比寿CreAto）にて、「勝手にしないで！」を初披露。
- 2018年11月2日のワンマンライブ「金曜日の流星 vol.3」（恵比寿CreAto）にて、「Into The Night」を初披露[13]。
- 2018年11月21日に、1stデジタルアルバム「Perfect Doll」を配信発売。同日に発売された東京パフォーマンスドールの「Hey, Girls!」初回生産限定盤CのDISC 2に同内容を収録。

### 2019年
- 2019年4月13日のワンマンライブ「Into The Night 〜憂鬱な夜の夢〜」（Club Asia）にて、「Wonderful Days!!」を初披露[14]。
- 2019年6月8日の@FM「UPBEAT WEEKEND」公開生放送（なばなの里ベゴニアガーデン）に出演[15]。
- 2019年8月4日にワンマンライブ「Into The Night 〜夜に落ちて・再び〜」（恵比寿CreAto）を開催[16]。
- 2019年12月22日にワンマンライブ「聖なる星が降る夜に」（渋谷ストリームホール）にて、「光のペガサス」を初披露[17]。

## メンバー
| 名前                       | 生年月日              | 出身地 | 血液型 | 愛称   | 備考                                                                                           |
| -------------------------- | --------------------- | ------ | ------ | ------ | ---------------------------------------------------------------------------------------------- |
| 上西星来 じょうにし せいら | 1996年8月14日（28歳） | 愛知県 | A型    | せいら | 元NMB48チームNの上西恵とNMB48チームBIIの上西怜とは従姉妹同士 『Ray』専属モデル（2015年6月 - ） |
| 脇あかり わき あかり       | 1998年1月24日（27歳） | 大分県 | A型    | あかり | ダンスリーダー 元デビルガールズ（大分ヒートデビルズ・チアダンスチーム）                        |

## ライブ・公演

### ワンマンライブ
| 公演日         | 公演名                                                     | 会場                  | 備考   |
| 2018年         | 2018年                                                     | 2018年                | 2018年 |
| -------------- | ---------------------------------------------------------- | --------------------- | ------ |
| 2018年4月1日   | 赤の流星 ファーストワンマンライブ 〜あなたに逢いましょう〜 | AKIBAカルチャーズ劇場 | 2部制  |
| 2018年6月29日  | 金曜日の流星                                               | 恵比寿CreAto          |        |
| 2018年7月27日  | 金曜日の流星 vol.02                                        | 恵比寿CreAto          |        |
| 2018年11月2日  | 金曜日の流星 vol.03                                        | 恵比寿CreAto          |        |
| 2019年         |                                                            |                       |        |
| 2019年4月13日  | Into The Night 〜憂鬱な夜の夢〜 #01 & #02                  | Club Asia             | 2部制  |
| 2019年8月4日   | Into The Night〜夜に落ちて・再び〜                         | 恵比寿CreAto          |        |
| 2019年12月22日 | 聖なる星が降る夜に                                         | 渋谷ストリームホール  |        |

### 対バンライブ
| 公演日              | 公演名                                 | 会場                       |
| 2017年              | 2017年                                 | 2017年                     |
| ------------------- | -------------------------------------- | -------------------------- |
| 2017年8月26日       | @JAM EXPO 2017                         | 横浜アリーナ               |
| 2017年10月31日      | SHIBUYAアルティメットハロウィン        | duo MUSIC EXCHANGE         |
| 2017年11月25日      | アイドル最前戦。supported by第一興商   | WWW                        |
| 2018年              |                                        |                            |
| 2018年1月14日       | 新春ゲキモリ！厳選ライブ               | 恵比寿CreAto               |
| 2018年7月7日        | アイドル横丁夏まつり!!〜2018〜         | 横浜赤レンガパーク         |
| 2018年7月16日       | NEO Fes!!! presented by Top Yell Vol.5 | TOKYO FM HALL              |
| 2018年9月24日       | Me-You♪sic〜Girls♡Image〜              | 恵比寿CreAto               |
| 2019年              |                                        |                            |
| 2019年6月8日        | @FM「UPBEAT WEEKEND」公開生放送        | なばなの里ベゴニアガーデン |
| 2019年8月9日 - 10日 | @JAM MEETS 〜オールナイトスペシャル〜  | 川崎CLUB CITTA'            |
| 2019年8月25日       | @JAM EXPO 2019                         | 横浜アリーナ               |
| 2019年10月20日      | Pop'n Party                            | 新宿LOFT                   |
| 2019年11月8日 - 9日 | じゃぱんぐ♪ vol.82                     | AiSOTOPE LOUNGE            |

## 出演

### ラジオ
- 60TRY部（2019年3月20日、2019年11月5日、ラジオ日本）

## ディスコグラフィ

### デジタルシングル
| 配信日         | タイトル   | 備考       |
| -------------- | ---------- | ---------- |
| 2017年12月13日 | これが愛?! | 配信サイト |

### デジタルアルバム
| 配信日         | タイトル     | 備考       |
| -------------- | ------------ | ---------- |
| 2018年11月21日 | Perfect Doll | 配信サイト |

### 参加楽曲
| 発売日        | 収録作品        | 規格品番                                                                          | 参加楽曲                         | 備考     |
| ------------- | --------------- | --------------------------------------------------------------------------------- | -------------------------------- | -------- |
| 2014年6月11日 | BRAND NEW STORY | ESCL-4228~4229（デジタルセレクトカップリング盤）                                  | 千夜一夜 -Rearranged ver.-       | [ 解 1 ] |
| 2015年6月10日 | DREAMIN'        | ESCL-4457~8（デジタルセレクトカップリング盤）                                     | 純愛90’s -Rearranged ver.-       | [ 解 2 ] |
| 2017年1月18日 | WE ARE TPD      | ESCL-4792~3（初回生産限定盤B）                                                    | 千夜一夜 -Rearranged ver.-       |          |
| 2017年1月18日 | WE ARE TPD      | ESCL-4792~3（初回生産限定盤B）                                                    | 黄・昏・蝶・々 -Rearranged ver.- |          |
| 2017年1月18日 | WE ARE TPD      | ESCL-4794~5（初回生産限定盤C）                                                    | 純愛90’s -Rearranged ver.-       |          |
| 2017年1月18日 | WE ARE TPD      | ESCL-4794~5（初回生産限定盤C）                                                    | 果実                             |          |
| 2017年9月13日 | Summer Glitter  | ESCL-4913~4（初回生産限定盤A） ESCL-4915~6（初回生産限定盤B） ESCL-4917（通常盤） | 紅 ～beni～                      |          |
| 2018年3月14日 | TRICK U         | ESCL-5024~5（初回生産限定盤C）                                                    | これが愛 ?!                      |          |
| 2018年6月6日  | Shapeless       | ESCL-5066（初回生産限定盤C）                                                      | あなたに逢いましょう             |          |
| 2019年6月12日 | SUPER DUPER     | ESCL 5230-1（初回生産限定盤A） ESCL 5232-3（初回生産限定盤B）                     | Into The Night ～夜に落ちて～    |          |

解説
1. ↑  封入されるダウンロード シリアルナンバーにより、2014年12月9日23時59分までダウンロードできた
2. ↑  封入されるダウンロード シリアルナンバーにより、2015年12月8日23時59分までダウンロードできた

### タイアップ
| 起用年 | 楽曲       | タイアップ               |
| ------ | ---------- | ------------------------ |
| 2017年 | これが愛?! | 鹿児島国際大学TVCMソング |

## 関連人物
- フライ - イラストレーター